# Non-no
Non-no (Japonés: ノン－ノ Hepburn: non-no) es una revista japonesa de modas y estilo de vida para mujeres publicada por Shūeisha. La revista tiene su sede en Tokio.
Men's Non-no, dirigido a un grupo demográfico masculino, se publicó por primera vez en 1987.

## Historia
La revista se estableció quincenalmente en 1971. Se publicó por primera vez en febrero de 1971. Al igual que CanCam, non-no tiene una historia comparativamente más larga que otras revistas de moda japonesas,  e.g. Cawaii!, Olive y so forth. La revista estaba dirigida a adolescentes y mujeres jóvenes de unos 20 años.
En lugar de centrarse en los chismes, Non-no y otras revistas de modas como an an ofrecen materiales a sus lectores con el objetivo de desarrollar su propia identidad.
El 25 de mayo de 1987, Shueisha lanzó la contraparte masculina de la revista, Men's Non-no.
En 1978, la circulación de Non-no fue de 850,000 copias. La revista vendió 440,870 copias.

## Modelos exclusivas

### Actuales
- Sayaka Okada (febrero de 2012 - )
- Tsubasa Honda[1]
- Azusa Okamoto
- Yūna Suzuki
- Anri Okamoto
- Haru Izumi
- Yūko Araki
- Akiko Kuji
- Yūka Suzuki
- Nina Endō
- Riho Takada
- Nanase Nishino[2]
- Fumika Baba
- Mina Sayado
- Yua Shinkawa
- Rena Takeda
- Mana Kinjō
- Eri Satō

### Exmodelos
- Airi Tanaka
- Akiko Kikuchi
- Anne Watanabe
- Arisa Nishida
- Arisa Sato
- Ayumi
- Azusa Takehana
- Cecil Kishimoto
- Ema Fujisawa
- Emi Takahashi
- Emi
- Erena Mizusawa
- Etsuko Sugai
- Hana
- Hana Matsushima
- Izumi Yamaguchi
- Keiko Kurihara
- Koyuki
- Kyoko Hinami
- Lina Ohta
- Manami Teruya
- Moe Arai
- Moeka Nozaki (Hasta mayo de 2012)
- Mew Azama
- Michi Ōmori
- Miho Tanaka (Hasta marzo de 2012)
- Mikiko Yano
- Miki
- Miki Honoka[3]
- Mirei Kiritani (marzo de 2012 - junio de 2015)
- Mio Uema
- Momoko Nagano
- Naomi Nishida
- Naoko Akatani (hasta mayo de 2012)
- Noriko Amakasu
- Nozomi Sasaki
- Rena Takeshita
- Ryo
- Sachiko Ogata
- Saori Watanabe
- Satsuki Katayama
- Shiho
- Shiori Satou
- Yasue Sato
- Yasuko Matsuyuki
- Yuko Gomiyo
- Yui Natsukawa
- Mao Ueda
- Sachie Futamura
- Seika Taketomi
- Miki Satō
- Aya Ōmasa[4]
- Hinako Kinoshita